# Akal Ustati
Pour les articles homonymes, voir Akal.
Akal Ustati est un écrit poétique du sikhisme. Cette louange se retrouve dans le Dasam Granth, le deuxième Livre saint de cette religion. Littéralement Akal Ustati veut dire: Prière à l'Être hors du temps. Elle a été composée par le dixième et dernier gourou humain du sikhisme: Guru Gobind Singh. Elle est longue de 275 vers. Elle parle de la voie donnée par le sikhisme pour atteindre l'éveil c'est-à-dire celle de la vie d'homme ou de femme au foyer avec un travail et des enfants. Elle dit aussi que Dieu, l'Omniscient, traite les rois et les pauvres, les éléphants et les fourmis de la même manière.